# Lancia Gamma
Lancia Gamma (Tipo 830) — представницький автомобіль (E-сегмент в Європі), який вироблявся та продавався компанією Lancia. Після дебюту на автосалоні в Женеві 1976 року, як новий флагман Lancia, Гамма продавалась як 4-дверний седан Berlina (1976—1984), і як купе з двома дверцятами (1977—1984), обидва розроблені компанією Pininfarina — всього виготовили 15 272 та 7 790 автомобілів відповідно. Гамма витіснила Lancia Flavia.

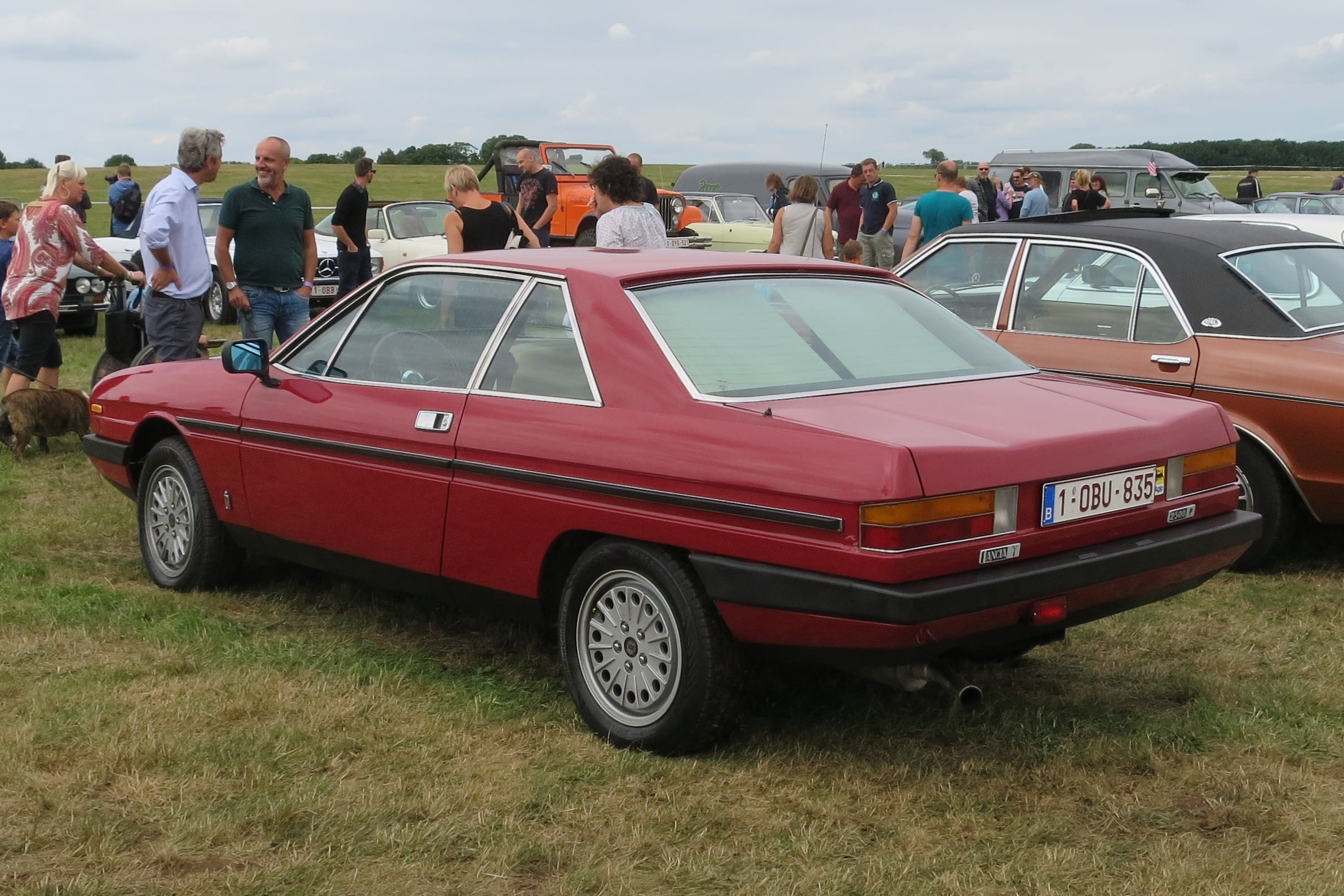
Lancia Gamma Coupé

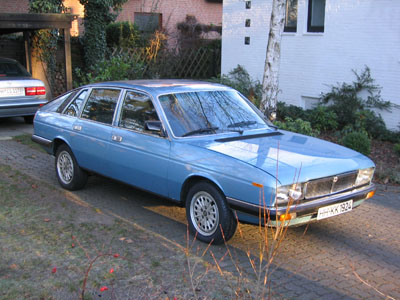
Lancia Gamma Berlina

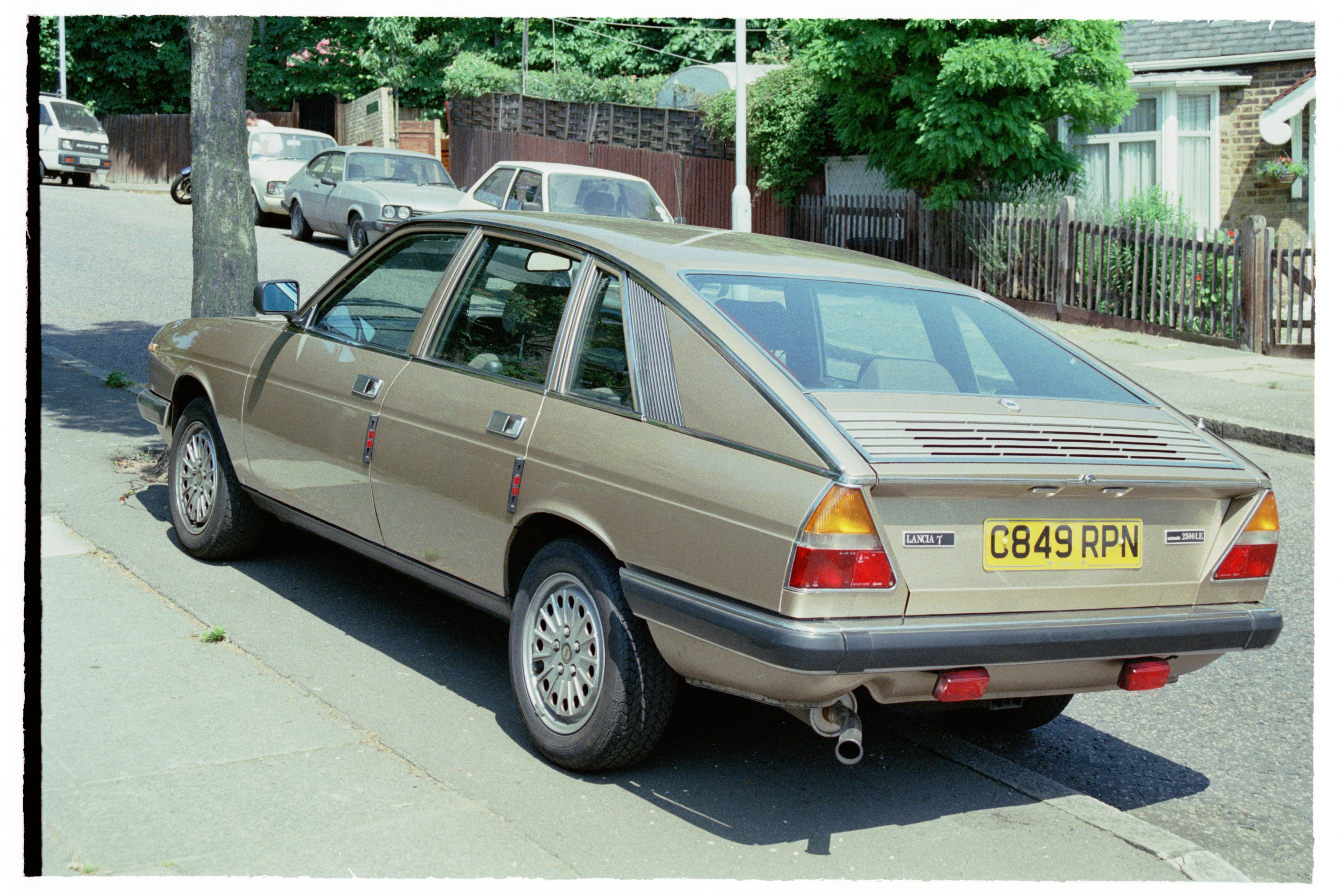
Lancia Gamma Berlina

Стиль седана Berlina відрізнявся звичайним багажником ззаду, а не як в хетчбека. Під час прес-запуску автомобіля Пінінфаріна заявила, що хетчбек уникнуто, щоб врятувати незручності пасажирам на задньому сидінні під час завантаження багажу, зокрема протяг.

## Двигуни
- 2.0 L carburetor Lancia H4
- 2.5 L carburetor Lancia H4
- 2.5 L I.E. Lancia H4